# Iomega Ditto

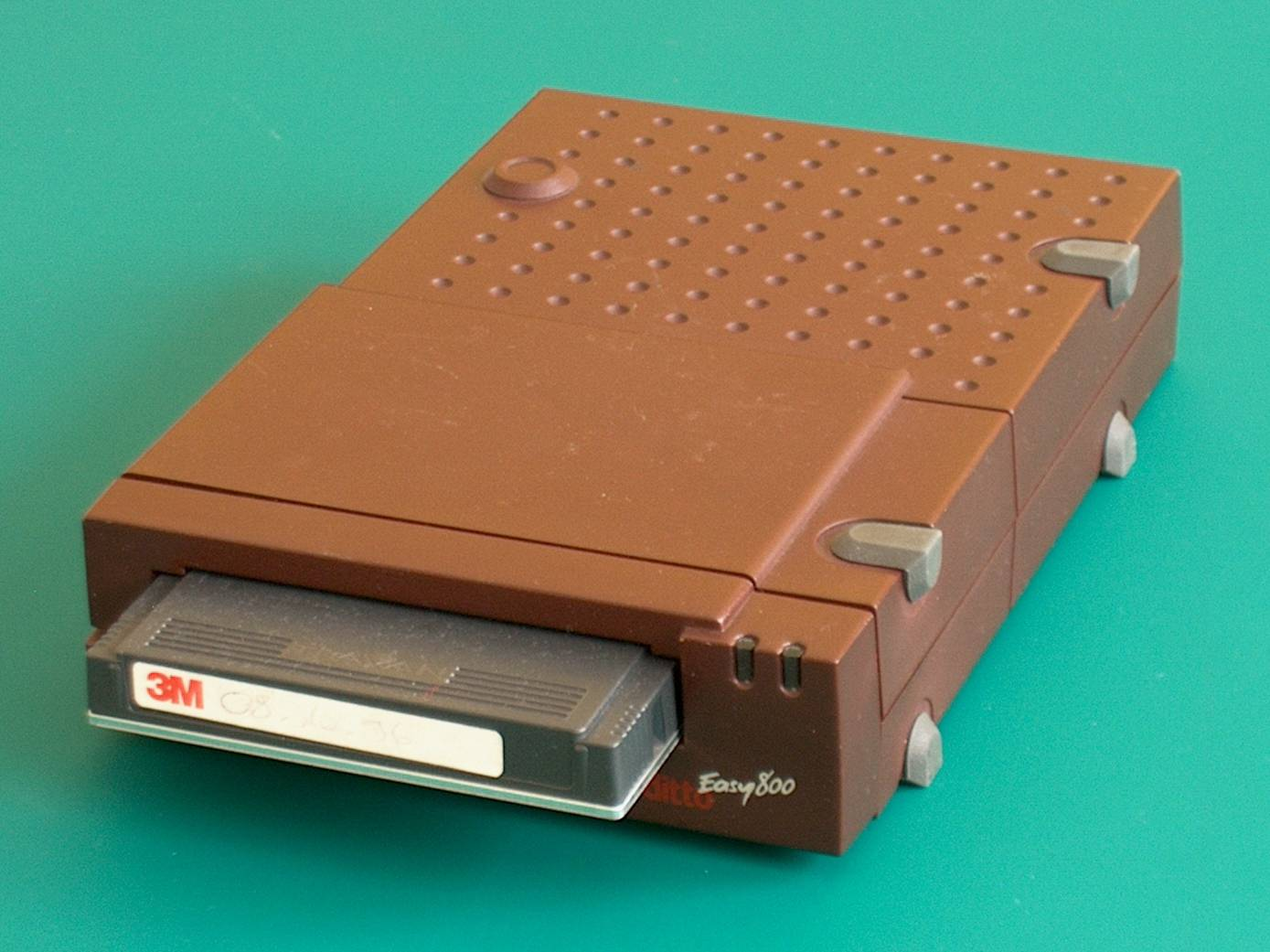
Iomega-Ditto-Streamer (400 MB)

Das Iomega Ditto ist ein Bandlaufwerk der Firma Iomega zum Zweck der Sicherung von Computerdaten.
Es wurde ab 1995 von Iomega produziert. Es wird mit QIC- und Travan-Magnetbandkassetten bestückt und hat eine Netto-Kapazität ab 400 MB mit Travan-Medien sowie 80 bis 120 MB mit QIC-Bändern. Die neuere Version 'Ditto Max' verwendet sowohl Travan-Bänder als auch die längeren Ditto Max-Bänder mit erhöhter Kapazität. Angeschlossen wird das externe Laufwerk über den Parallelport und das Interne über den Floppy-Anschluss oder über eine spezielle von Iomega vertriebene Controllerkarte, welche im Gegensatz zum Floppyanschluss eine höhere Datentransferrate verspricht. Das Highendprodukt aus der Ditto-Reihe stellt das 'Ditto Max Professional'-Laufwerk dar, das auch Bänder mit bis zu 10 GB Speicherkapazität verwenden kann. Für die heute bei PCs üblichen Datenmengen ist das Ditto nicht mehr praktikabel.
Bastler aus dem Bereich Modellflug verwendeten vor der Einführung preiswerter BLDC-Motoren den umgebauten Antriebsmotor gerne als Antrieb für die Luftschraube.